# Fraternitas Rosae Crucis
A Fraternitas Rosae Crucis (angolul: Fraternity of the Rosy Cross, magyarul: Rózsakeresztes Testvériség, röviden: FRC) egy magát rózsakeresztesnek meghatározó ún. testvériség, melyet Paschal Beverly Randolph (1825-1875) alapított 1858-ban az Amerikai Egyesült Államokban. A testvériség működteti az 1921-ben alapított, nonprofit "Beverly Hall Corporation"-t és a "Clymer Health Center"-t a pennsylvaniai Quakertown-ban.

## Az első FRC
Paschal Beverly Randolph állítása szerint ez az első amerikai Rózsakeresztes rend, más vélemények szerint viszont 1694 elején a Sarah Maria nevű hajón Johannes Kelpius Nagymester vezetésével európai rózsakeresztesek utaztak az Újvilágba, akik aztán a mai Fairmount Park helyén, Philadelphiában kolóniát alapítottak. Végül a Wissahickon folyócska partján telepedtek le.
Bár Randolph „rózsakeresztes”–nek határozta meg magát, éppen maga jelenti ki írásaiban, hogy nem volt semmilyen fizikai kapcsolata a korábbi testvériséggel, hanem személyes vízióiban szerzett róla tapasztalatokat. Az FRC első páholya 1861-ben San Franciscoban alakult meg, de hamarosan be is zárta kapuit. 1871-ben Bostonban alakítottak újra páholyt, majd 1874-ben újra beindították San Franciscoban. 1875-ben telepedett meg a szervezet végül Philadelphiában.
Randolph 1875-ben vitatott körülmények között hirtelen, alig ötvenévesen elhunyt. Utóda az FRC élén Freeman B. Dowd lett.
Az FRC kapcsolatban állt egy bizonyos "Temple of the Rosy Cross" ("A Rózsakereszt Temploma") nevű szervezettel, amelynek vezetője Dr. Edward Holmes Brown (1868-1922) volt, aki később 1907-től haláláig az FRC-t is irányította.

## Az újraszerveződés
Az FRC-t 1922 körül alapította újra Reuben Swinburne Clymer (1878-1966), aki azt állította, hogy ez a mozgalom a folytatása az eredetileg Paschal Beverly Randolph által alapított ugyanilyen nevű rendnek. Brown és Clymer között nem volt felhőtlen a viszony és Clymer azt állította, hogy "megvásárolta" Randolph örökségét.
Clymer azt állította, hogy az FRC az egyetlen hiteles örököse a rózsakeresztességnek. Hogy igazát bizonyítsa sok erőt és munkát fektetett abba, hogy lejárassa és támadja az AMORC-ot és személyesen Harvey Spencer Lewist az alapítóját. Kölcsönösen azzal vádolták egymást, hogy tanításaikban szexuálmágiát hirdetnek. Megjegyzendő, hogy Randolph eredeti tanításai valóban nagy hangsúlyt fektettek a szexualitásra. Az FRC ezt sem ma, sem Clymer idejében nem hangsúlyozta túlságosan. A Clymer-Lewis viták egyre bonyolultabbá váltak és jogi útra terelődtek. A perekben végül Clymer maradt alul.
Annak ellenére, hogy Clymer nézőpontja igencsak szubjektív és számos hamis forrásra hivatkozik, valóban tartotta a kapcsolatot néhány akkori jól ismert okkultistával, így például Arnold Krumm-Hellerrel az FRA–ból. Néhány FRA és FRC ág egyesült is.
Clymer vezetése alatt került az FRC székhelye Quakertownba. Clymer halála után a fia, Emerson vette át az FRC vezetését.

## Az FRC napjainkban
Az FRC jelenleg magában foglalja a következő egyesített okkult testvériségeket:
- The Priesthood of Eth
- The Rosicrucian Order
- The Secret Schools
- The Hermetic Brotherhood
- Fraternitas Rosae Crucis
- Temple of the Rosy Cross
- The Order of the Magi
- Sons of Isis and Osiris
- Illuminatae Americanae

Magában foglalja még a Nemzetközi Beavatottak Szövetségét - International Confederation of Initiates és a Megvilágosodás Temploma –t - Church of Illumination, amely a külső átriumait és átjáróit képezi a testvériségnek. Az FRC központja jelenleg a Beverly Hall-ban, Quakertown-ban található, Pennsylvania-ban. Jelenlegi vezetője William Glen Kracht.